# Pamelia Center (Nueva York)
Pamelia Center es un lugar designado por el censo ubicado en el condado de Jefferson, estado de Nueva York, Estados Unidos. Según el censo de 2020, tiene una población de 471 habitantes.

## Geografía
Está ubicado en las coordenadas 44°2′8″N 75°54′12″O / 44.03556, -75.90333 (44.035558, -75.903282).